# Bulbophyllum louisiadum
Bulbophyllum louisiadum är en orkidéart som beskrevs av Rudolf Schlechter. Bulbophyllum louisiadum ingår i släktet Bulbophyllum och familjen orkidéer. Inga underarter finns listade i Catalogue of Life.